# 조던 힌슨
조던 힌슨(Jordan Hinson, 1991년 6월 4일 ~ )은 미국의 배우이다.